# ベストスイマー賞
ベストスイマー賞（ベストスイマーしょう）は、日本スイミングクラブ協会により贈られる賞。「定期的に泳ぐことを通して水泳の発展と普及に貢献した」人物を対象として、水泳の関係者と水泳にゆかりのある著名人を表彰している。

## 歴代受賞者
| 回 | 開催年 | 協会内部                       | 協会外部                                             | 特別賞         |
| -- | ------ | ------------------------------ | ---------------------------------------------------- | -------------- |
| 1  | 2000年 | 石灰てつ子、菅野勝之           | 吉永小百合、橋田壽賀子、大江健三郎                   | なし           |
| 2  | 2001年 | 山本新吾、大崎喜子             | 深田恭子、広末涼子                                   | 成田真由美     |
| 3  | 2002年 | 阿部和子、森ヒデ子             | 萬田久子、妻夫木聡                                   | なし           |
| 4  | 2003年 | 不破央、清水博、虫明亜津子     | 佐久間良子                                           | なし           |
| 5  | 2004年 | 東庄五郎、葉室三千子           | 阿木燿子、かたせ梨乃、 中尾ミエ                      | なし           |
| 6  | 2005年 | 三浦忠、浅井昭子               | 石井好子、小原孝                                     | なし           |
| 7  | 2006年 | 田嶋俊雄、米沢祥子             | 青木さやか、吉岡美穂                                 | なし           |
| 8  | 2007年 | 佐藤歓、阿竹美尚               | 佐藤江梨子、博多華丸                                 | 滝川クリステル |
| 9  | 2008年 | 大森学、桑山菅子               | 細川茂樹、にしおかすみこ                             | 木原光知子     |
| 10 | 2009年 | 灘波重明、北村喜代美           | 速水もこみち、長澤まさみ、 東野幸治、山崎静代        | なし           |
| 11 | 2010年 | 小林弘子、吉田多門             | 山田優、神田うの、 笑福亭松之助、杉浦太陽            | なし           |
| 12 | 2011年 | 末安茉莉子、佐藤晋平           | 黒木瞳、千原ジュニア、魔裟斗                         | なし           |
| 13 | 2012年 | 金井照子、藤井利晴             | 西城秀樹、水谷千重子、安田美沙子                     | なし           |
| 14 | 2013年 | 竹入要一、石黒義雄             | 板野友美、平原綾香、セイン・カミュ、赤星憲広         | なし           |
| 15 | 2014年 | 佐藤軒、杉本春美               | 京本政樹、中村アン、持田香織、千住真理子、さかなクン | なし           |
| 16 | 2015年 | 山尾慎吾、大越博子             | 錦野旦、ダレノガレ明美、中園ミホ                     | なし           |
| 17 | 2016年 | 名取裕美子、中田利郎、青木紀子 | 本仮屋ユイカ、村尾信尚                               | なし           |
| 18 | 2017年 | 八田幹也、蒲生恵美子           | 道端カレン、横澤夏子、辻本達規、千原せいじ           | なし           |
| 19 | 2018年 | 橋本利男、木下宏子、原野冨美佳 | 仲里依紗、金子貴俊、秋山竜次                         | なし           |
| 20 | 2019年 | 上田五郎、西津菜穂子           | 有田哲平、蛯原英里、中尾明慶                         | なし           |